# 해리 포터의 세계

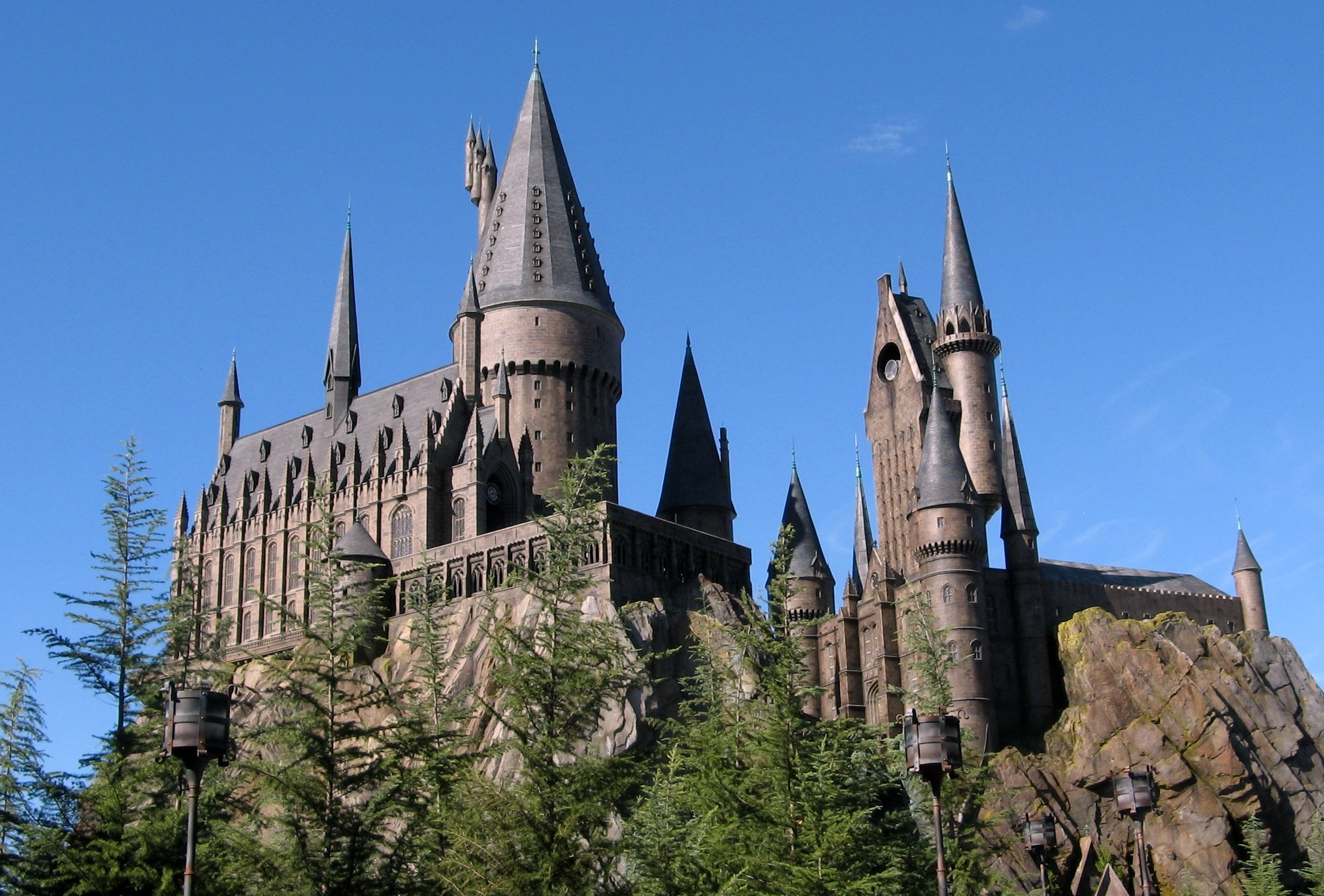

다음은 해리 포터 시리즈의 세계에 관한 설명이다.

## 혈족

### 순수혈통
오직 마법사와 마법사만 결혼하여 나온 혈통, 순수한 마법사의 피를 이었으므로 순수 혈통이라고한다. 순수 혈통들은 대부분 다른 혼혈들과 머글 태생 마법사들을 무시하거나 잡종이라고 부르는 경향이 있다. 작중 대표적인 순수혈통 가문은 말포이, 블랙, 위즐리 등이 있다.

### 하프족
한국번역판에서는 혼혈이라고 표시된다.
머글 또는 머글태생 마법사와 순수혈통 마법사가 결혼하여 나온 혈통이다. 작중 혼혈 마법사는 해리 포터, 세베루스 스네이프, 볼드모트등이 있다.

### 머글
머글(Muggle)은 J. K. 롤링의 소설 해리포터 시리즈에서 마법사나 마녀들 사이에 사용되는 단어로, 이른바 마법을 사용하지 못하는 가족에서 태어나 마법을 사용하지 않는 사람을 가리킨다.작중 대표적인 머글혈통 마법사는 헤르미온느 그레인저가있다.
작가 롤링이 만들어낸 말이지만 작품의 인기가 높아지면서 이 말도 널리 알려지자, 영어에서는 "일반인"이라는 의미로 사용되게 되었다. 2003년도 판의 옥스퍼드 영어 사전에는, "특정 기술이 부족한 사람, 혹은 어느 의미로 뒤떨어진다고 보이는 사람" 을 의미하는 단어로서 게재되었다.
또 미국의 다양한 사전에서도 "일반인"이나 "소설 해리포터에서 사용된 마법사나 마녀들 사이에 사용되는 단어" 로 게재되고 있다.

## 경제
갈레온과 시클, 크넛이 있다.1갈레온은 17시클이고 1시클은 29크넛이다.

## 통신
부엉이를 통해 편지를 주고받고 물품이나 또는 (드문 경우이지만)호울러를 보내기도 한다. 또는 패트로누스를 이용하기도 한다.(7권에서 볼 수 있음.)

## 교통
- 포트키
- 빗자루
- 플루가루
- 머글들의 이동수단

## 언론
- 예언자 일보
- 이러쿵 저러쿵(THE QUIBERS)

## 음식과음료
- 버터맥주
- 온갖 맛이 나는 강낭콩 모양 젤리
- 개구리초콜릿
- 파이어위스키
- 카나리아크림

등